# Monseñor Marcos Sergio Godoy
Monseñor Marcos Sergio Godoy est l'une des sept paroisses civiles de la municipalité de Mara dans l'État de Zulia au Venezuela. Sa capitale est Cachirí.